# Tacca celebica
Tacca celebica là một loài thực vật có hoa trong họ Dioscoreaceae. Loài này được Koord. miêu tả khoa học đầu tiên năm 1898.